# AQUARIUS (HIMの曲)
「AQUARIUS」（アクエリアス）は、1995年11月22日発売のHIMの3枚目のシングル。

## 解説
- 8cmCDシングル（短冊型）形態でリリース。TBS系『ランク王国』のオープニングテーマに起用された[1]。
- 男性ボーカル・SHUNGOが正式加入してからの初めてのシングル。
- 3枚目のシングルにしてようやくメンバーが出演しているPVが制作された（ただしサイズは1コーラス分のみ）。
- 1999年8月25日、女性ボーカル＆ダンスユニットMAXが、タイトルを「銀河の誓い」と改題してカバーしリリース[2]。

## 収録曲
1. AQUARIUS
（作詞/作曲:HIM / 編曲:Y.MIZUSHIMA）
2. AQUARIUS (ORIGINAL KARAOKE)
（作曲:HIM / 編曲:Y.MIZUSHIMA）

## タイアップ
- TBS系TV『ランク王国』オープニングテーマ

## 収録アルバム
- HIM 1stアルバム『HIMAX! GREATEST HITS AND MORE』（1996年2月1日）
  - ORIGINAL MIX+WEST-END CLUB MIX
- HIM 2ndアルバム『HIMIX A2Z』（1997年6月21日）
  - EAST-END CLUB MIX